# Мідеплавильний завод у Таунсвіллі
Мідеплавильний завод у Таунсвіллі – виробничий майданчик на північному сході Австралії.
В 1953 році у штаті Квінсленд почав роботу мідеплавильний завод Маунт-Айза, який продукував чорнову мідь. Невдовзі вирішили доповнити виробничий ланцюжок випуском рафінованої міді, для чого в 1959 ввели в дію завод у Таунсвілі, що отримав два технологічні переділи – вогневе рафінування з випуском анодної міді та електролітичне рафінування, яке давало можливість випускати мідін катоди.
Первісно потужність майданчику в Таунсвіллі складала лише 40 тисяч тонн на рік, втім, вже у 1966-му цей показник довели до 80 тисяч тонн, з 1975-го він дорівнював 150 тисячам тонн, а в 1978-му проектна потужність заводу досягнула 170 тисяч тонн на рік.
Станом на другу половину 1970-х вогневе рафінування провадили у двох ревербераційних печах, що споживали паливну нафту. Багаторазове зростання ціни цього енергоносія призвело до рішення щодо модернізації технологічного ланцюжка – з 1979-го випуск анодної міді організували у Маунт-Айза, де чорнова мідь надходила у піч для вогневого рафінування прямо з конвертеру у розплавленому вигляді. Майданчик у Таунсвіллі продовжив провадити електролітичне рафінування, при цьому одну з ревербераційних печей залишили для виконання допоміжної функції – плавки шлаку, який утворюється в процесі електролізу.
Враховуючи нарощування потужностей заводу в Маунт-Айза, з 1996-го майданчик у Таунсвіллі міг продукувати вже 210 тисяч тонн рафінованої міді на рік. Втім, і це розширення не стало останнім – в 1999-му потужність досягнула 270 тисяч тонн, а наразі рахується як 300 тисяч тонн на рік з чистотою міді 99,995%.
З початку 2010-х років неоднорозово оголошували про наміри закрити мідеплавильний завод у Маунт-Айза, хоча після отримання урядового погодження щодо більш повільного зменшення шкідливих викидів це рішення вже двічі відерміновували. В 2023-му повідомили про плановане закриття виробництва у 2030 році, що, у випадку реалізації, матиме відповідний вплив і на тісно пов’язаний з Маунт-Айза майданчик у Таунсвілі.